# Mikado (film)
Pour les articles homonymes, voir Mikado.
Pour plus de détails, voir Fiche technique et Distribution.
Mikado est une comédie dramatique française réalisée par Baya Kasmi et sorti en 2025,.

## Synopsis
Mikado et Laëtitia vivent dans un van et éduquent eux-mêmes leurs enfants, Nuage et Zéphir. Quand leur véhicule tombe en panne, ils se voient contraints de passer l'été dans une maison et de modifier leurs habitudes de vie.

## Fiche technique
Sauf indication contraire, les informations mentionnées dans cette section peuvent être confirmées par les bases de données cinématographiques IMDb et Allociné,  présentes dans la section « Liens externes ».
- Titre original : Mikado
- Réalisation : Baya Kasmi
- Scénario : Baya Kasmi, Olivier Adam et Magaly Richard-Serrano
- Musique : Jérôme Bensoussan
- Décors : Aurette Leroy
- Costumes : Elfie Carlier, Laure Cochener et Marlène Gérard
- Photographie : Romain Le Bonniec
- Son : Laurent Benaïm et Korentin Guivarc'h
- Montage : Jean-Baptiste Morin
- Production : Fabrice Goldstein, Antoine Rein, Pauline Seigland et Lionel Massol
- Société de production : Films Grand Huit et Karé Productions
- Société de distribution : Memento
- Budget : 2,7 millions d'euros[3]
- Pays de production :  France
- Langue originale : français
- Format : couleur — 2,39:1 — son 5.1
- Genre : comédie dramatique
- Durée : 94 minutes
- Dates de sortie :
  - France : 29 août 2024 (Festival d'Angoulême) ; 9 avril 2025 (sortie nationale)

## Distribution
Sauf indication contraire, les informations mentionnées dans cette section peuvent être confirmées par les bases de données cinématographiques IMDb et Allociné,  présentes dans la section « Liens externes ».
- Félix Moati : Mikado
- Vimala Pons : Laëtitia
- Ramzy Bedia : Vincent
- Patience Munchenbach : Nuage
- Saül Benchetrit : Théa
- Louis Obry : Zéphir
- Marion Vernoux : la mère de Mikado
- Sophie Garagnon : la juge